# André Bettencourt

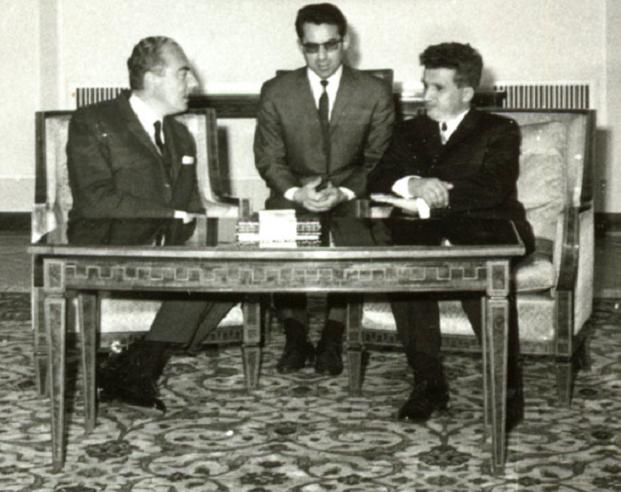
André Bettencourt (links) in Roemenië (30 september 1968)

André Bettencourt (Saint-Maurice-d'Ételan, 21 april 1919 – Neuilly-sur-Seine, 19 november 2007) was een Franse politicus. Hij vervulde meerdere hoge politieke functies onder de Franse presidenten René Coty, Charles de Gaulle en Georges Pompidou, en is vooral bekend geworden als minister van Buitenlandse Zaken, een taak die hij twee weken lang uitvoerde in de lente van 1973. André Bettencourt was gehuwd met Liliane Schueller, de enige dochter van Eugène Schueller, de oprichter van L'Oréal Paris.

## Leven
In zijn jeugd was Bettencourt lid van La Cagoule, een extreemrechtse, gewelddadige en fascistische organisatie. Financiële steun en onderdak kreeg deze organisatie van Eugène Schueller, de vader van Andrés latere vrouw Liliane. In de periode 1940-1942 schreef André Bettencourt vermoedelijk meer dan 40 artikelen voor La Terre Française, een blad dat nazipropaganda verspreidde. Tegen het einde van de Tweede Wereldoorlog sloot Bettencourt zich aan bij het Franse Verzet. Hij werd voor deze diensten gedecoreerd met het Franse Oorlogskruis (Croix de Guerre). De nazi-geschiedenis van Bettencourt achtervolgde hem tot in de jaren negentig. Hij gaf zelf aan dat het 'jeugdige opvliegingen' waren.
In 1950 huwde André Liliane Schueller, de enige dochter van Eugène Schueller. In 1957 erfden Liliane en André samen het L'Oréal-imperium van haar vader. Samen bouwden zij L'Oréal uit tot het wereldleidende bedrijf in de cosmetica. Liliane, de weduwe van André, was een van de rijkste mensen ter wereld, met een door het Amerikaanse blad Forbes geschat vermogen van 20 miljard dollar. André en Liliane kregen één kind: Françoise Bettencourt, die gehuwd is met Jean-Paul Meyers, en zich tegenwoordig Françoise Bettencourt-Meyers noemt.
Bettencourt overleed op 88-jarige leeftijd thuis in Neuilly, een rijke voorstad van Parijs. Na zijn dood raakte zijn weduwe verstrikt in een aantal affaires. Zij zou grote sommen geld hebben weggegeven aan een vriend, en illegale gelddonaties hebben gedaan aan Franse politieke partijen, met name aan de UMP van Nicolas Sarkozy. Tijdens een interview schoof Liliane Bettencourt de schuld van deze illegale donaties op haar echtgenoot met de zin "het was meer mijn echtgenoot André die geïnteresseerd was in de politiek". De affaires kwamen aan het licht doordat een lid van het huispersoneel gesprekken van de weduwe Bettencourt had opgenomen en deze opnamen naar buiten bracht.

## Carrière
Bettencourt was actief in de Franse politiek. Hij bekleedde meerdere posten, waaronder die van minister van Communicatie, minister van Industrie, minister van Culturele Zaken en minister van Buitenlandse Zaken. Hij was ook burgemeester van Saint-Maurice-d'Ételan, zijn geboortedorp. Ook heeft hij in het bestuur van de regio Normandië gezeten. In de jaren 80 werd hij benoemd tot lid van de Franse Academie voor Schone Kunsten (Académie des Beaux-Arts).
- Bibliothèque nationale de France: cb12133309w (data)
- Gemeinsame Normdatei: 119529092
- International Standard Name Identifier: 0000 0000 4278 5150
- Library of Congress Control Number: nb2001040403
- Système universitaire de documentation: 029781981
- Virtual International Authority File: 12342466
- WorldCat: E39PBJppwxDx7JPPK8RYMVGCQq